# Yolanda Muñoz
Yolanda Muñoz (Caracas, Venezuela, 14 de noviembre de 1941-Ciudad Bolívar, Venezuela, 13 de noviembre de 2021) fue una actriz venezolana pionera de la televisión en Venezuela.

## Cine
- 1978. La invasión
- 1985. La graduación de un delincuente

## Televisión

### Telenovelas
- 1968. Pecado de amor. (RCTV)
- 1970. Cristina. (RCTV) ... Clarita
- 1970. Simplemente María. (CVTV)
- 1971. La usurpadora. (RCTV) ... Norma
- 1972. Sacrificio de mujer. (RCTV) ... Verónica
- 1972. La doña. (RCTV) ... Diana #1
- 1972. Indio. (CVTV) ... Gudelia
- 1972. ¿Porqué pecan los hombres?. (CVTV)
- 1972. La indomable. (RCTV) ... Esther
- 1973. Raquel. (RCTV) ... Antonia
- 1975. Pobre Negro. (RCTV) ... Candelaria #2
- 1976. Canaima. (RCTV) ... Junifacia
- 1976. Carolina. (RCTV) ... Luisa
- 1977. La señora de Cárdenas. (RCTV) ... Rosario de Perdomo
- 1977. Resurrección. (RCTV) ... Sara "La Pelona"
- 1978. Soltera y sin compromiso. (RCTV)
- 1978. El ángel rebelde. (RCTV) ... Maritza
- 1978. Este mundo desolado. (VTV)
- 1979. Mabel Valdez. (RCTV)
- 1980. Muñequita. (RCTV) ... Hortensia
- 1981. Catatumbo. (VTV) ... Luisa
- 1982. Rosa de la calle. (VTV) ... Lidia
- 1982. El pecado de una madre. (VTV)
- 1983. Resaca. (VTV)
- 1984. La mujer sin rostro. (VTV) ... Belkis
- 1984. Los pobres también rien. (VTV)
- 1984. La Brecha. (VTV)
- 1985. Tres destinos, tres amores. (VTV)
- 1995. Ka Ina. (Venevisión) ... Vicenta Gómez / La mujer sin nombre / La bestia
- 1996. Quirpa de tres mujeres. (Venevisión) ... Plácida de Guanipa

### Series y miniseries
- 1975. Apartamento 18. (VTV)
- 1977. La balandra Isabel llegó esta tarde. (RCTV) ... Irene
- 1979. El asesinato de Delgado Chalbaud. (RCTV)
- 1982. Se alquilan habitaciones. (VTV)
- 1999. Archivo Criminal

### Teleteatros y unitarios
- 1976. Trono de sangre. (RCTV)
- 1978. Negro. (RCTV)
- 1978. El aprendiz de loco. (RCTV)

Luego de mudarse al Estado Bolívar de Venezuela registra con su hermano menor Alfredo Jesús Muñoz F.U.N.D.A.R : Fundación Nacional para el Desarrollo del Arte Regional cuyo objetivo principal fue la promoción y difusión del arte en todas sus expresiones haciendo énfasis en las artes escénicas desde entonces hasta ya el final de sus días sin descanso fueron múltiples sus aportes.